# Lilkana
Lilkana est une localité située dans le département de Zogoré de la province du Yatenga dans la région Nord au Burkina Faso.

## Géographie
Lilkana se trouve à 2 km au sud-est de Ninga, à 10 km à l'est de Zogoré, le chef-lieu du département, et à environ 22 km au sud-ouest du centre de Ouahigouya.

## Santé et éducation
Le centre de soins le plus proche de Lilkana est le centre de santé et de promotion sociale (CSPS) de Ninga tandis que le centre hospitalier régional (CHR) se trouve à Ouahigouya.
Lilkana possède une école primaire publique.